# Ambélia (ort i Grekland, Grekiska fastlandet)
Ambélia (Ampelia) är en ort i Grekland.   Den ligger i prefekturen Nomós Evrytanías och regionen Grekiska fastlandet, i den centrala delen av landet, 200 km nordväst om huvudstaden Aten. Ambélia ligger 680 meter över havet och antalet invånare är 126. Den ligger vid sjön Technití Límni Kremastón.
Terrängen runt Ambélia är bergig söderut, men norrut är den kuperad. Runt Ambélia är det mycket glesbefolkat, med 7 invånare per kvadratkilometer. Närmaste större samhälle är Karpenísi, 16,1 km nordost om Ambélia. 